# Пам'ятки архітектури Тростянецького району (Вінницька область)
У Тростянецькому районі Вінницької області під охороною держави знаходиться 10 пам'яток архітектури і містобудування, з них 4 — національного значення.
| Пор. №                 | Найменування пам'ятки                                      | Датування     | Місцезнаходження   | Охоронний номер | Дата та № рішення взяття на облік                     |  |
| ---------------------- | ---------------------------------------------------------- | ------------- | ------------------ | --------------- | ----------------------------------------------------- |  |
| Національного значення |                                                            |               |                    |                 |                                                       |  |
| с. Верхівка            |                                                            |               |                    |                 |                                                       |  |
|                        | Садиба Собанських:                                         | к.19 ст.      | с. Верхівка        | 989/0           | Постанова Ради Міністрів УРСР від 06.09.1979 р. № 442 |  |
| 1                      | Палац                                                      | д.п.19 ст.    | с. Верхівка        | 989/1           | -ІІ-                                                  |  |
| 2                      | Стайні                                                     | д.п.19 ст.    | с. Верхівка        | 989/2           | -ІІ-                                                  |  |
| 3                      | Брама                                                      | д.п.19 ст.    | с. Верхівка        | 989/3           | -ІІ-                                                  |  |
| Місцевого значення     |                                                            |               |                    |                 |                                                       |  |
| с. Верхівка            |                                                            |               |                    |                 |                                                       |  |
| 4                      | Парк                                                       | 1891 р.       | с. Верхівка        | 319-М           | Розпорядження ОДА № 78 від 19.02.96 р                 |  |
| с. Ободівка            |                                                            |               |                    |                 |                                                       |  |
|                        | Палацо-парковий ансамбль садиби Собанських                 | 19-20 ст.     | вул. Котовського   | 181-М/0         | Рішення виконкому облради нар. деп.від 14.02.91 № 43  |  |
| 5                      | Палац                                                      | 1840-1900 рр. | вул. Котовського   | 181-М/1         | -//-                                                  |  |
| 6                      | Флігель                                                    | д.п.19 ст.    | вул. Котовського   | 181-М/2         | -//-                                                  |  |
| 7                      | Лікарня                                                    | д.п.19 ст.    | вул. Котовського   | 181-М/3         | -//-                                                  |  |
| 8                      | Будинок управляючого                                       | д.п.19 ст.    | вул. Котовського   | 181-М/4         | -//-                                                  |  |
| 9                      | Будинок економа                                            | д.п.19 ст.    | вул. Котовського   | 181-М/5         | -//-                                                  |  |
| 10                     | Господарчий корпус                                         | п.п.19 ст.    | вул. Котовського   | 181-М/6         | -//-                                                  |  |
| 11                     | Костьол Михаїла Архангела                                  | 1882 р.       | вул. Котовського,6 | 181-М/7         | -//-                                                  |  |
| 12                     | Парк                                                       | п.19 ст.      | вул. Котовського   | 181-М/8         | -//-                                                  |  |
| 13                     | Малі паркові форми (басейн з фонтаном, кам'яні лави, вхід) | п.19-20 ст.   | вул. Котовського   | 181-М/9         | -//-                                                  |  |
| 14                     | Церква Успіння Божої Матері                                | 1882 р.       | вул. Леніна,8      | 182-М           | -//-                                                  |  |
| 15                     | Церква Олександра Невського (дер.)                         | 1876 р.       | с. Цибулівка       | 183-М           | -//-                                                  |  |
|                        |                                                            |               | вул. Шевченка,14   |                 |                                                       |  |
|                        |                                                            |               |                    |                 |                                                       |  |

## Джерело
- [Архівовано 19 червня 2012 у Wayback Machine.] Пам'ятки Вінницької області